# 美國第一寵物

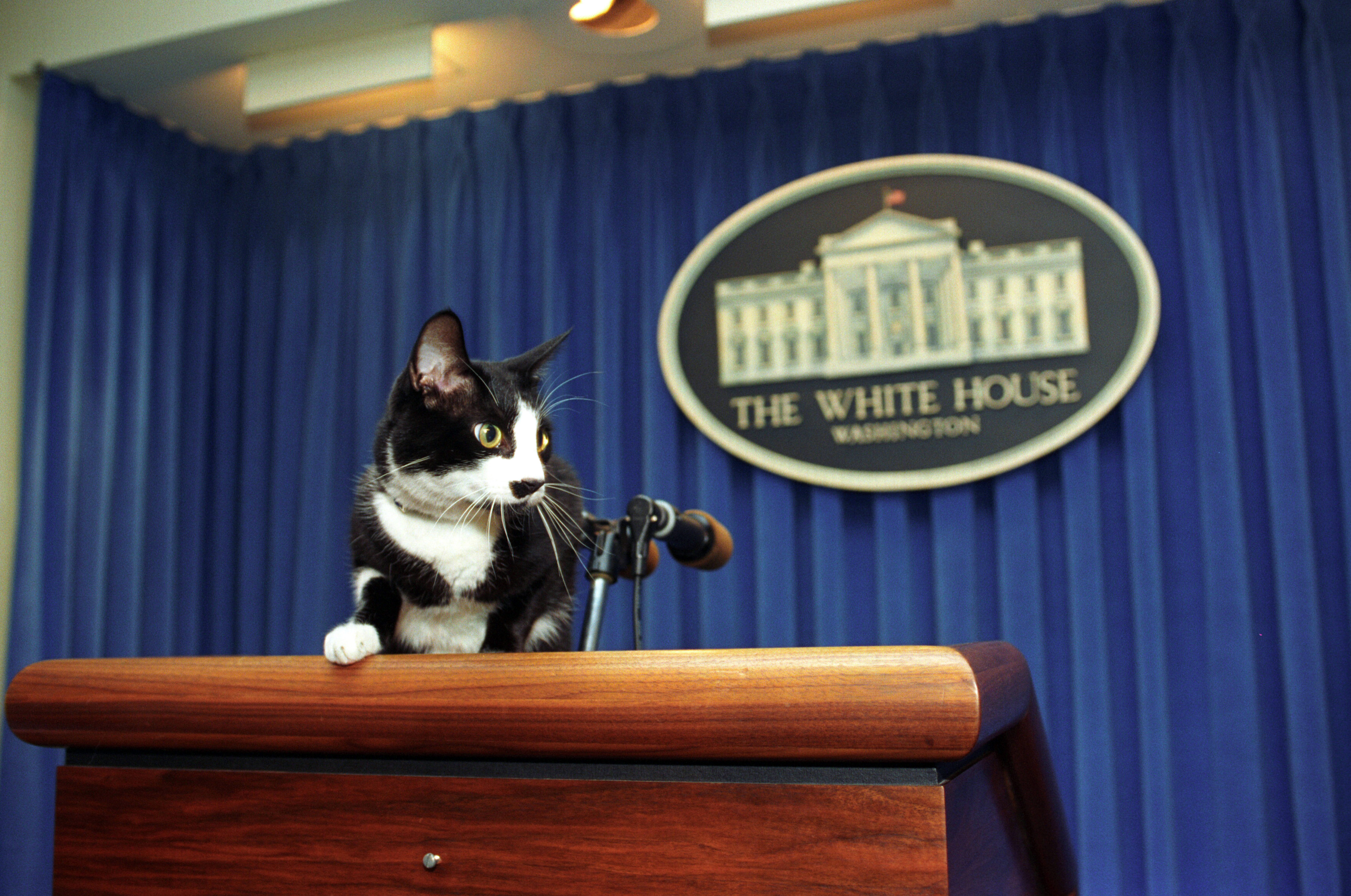
柯林頓的貓「襪子」在白宮新聞簡報室內，攝於1993年

美國第一寵物是指美国总统及其家属，於總統任期期間飼養的寵物。雖然不少媒體使用「第一寵物」此稱銜，但歷史上不少總統均同時有多於一隻寵物，亦有總統未有任何寵物，包括第11任总统詹姆斯·诺克斯·波尔克和第45任总统唐纳德·特朗普。

## 宠物

### 歷史上於白宮居住的狗
沃倫·蓋瑪利爾·哈定的狗Laddie Boy是第一隻得到媒體定期關注的白宮寵物。赫伯特·胡佛於參選總統期間，他的比利时牧羊犬Tut也得到媒體一定的關注。
在1944年富蘭克林·德拉諾·羅斯福（小罗斯福）嘗試競選第四个總統任期的时候，有传闻指他的苏格兰狗「法拉」於他訪問阿留申群岛期間被遺留在群島。他被指下令派遣一艘驅逐艦去營救，後被嘲為「浪費纳税人的钱」。小罗斯福在一次演講中表示，「你可以批评我、我妻子和我的家人，但你不可以批评我的小狗。他是苏格兰威士忌 ，这些指控會使他小小的灵魂大发雷霆。」這段後來被称为「法拉宣言」的言論，後來被視作帮助他成功連任的關鍵。

### 其他宠物
很多第一家庭也养有其他动物，如里根总统的马和福特、克林顿等的猫。